# Alan Judge
Alan Judge (Dublin, 1988. november 11. –) ír válogatott labdarúgó, aki az Ipswich Town játékosa.

## Pályafutása

### Blackburn Rovers
Judge a St Joseph's Boysban kezdett futballozni, innen került a Blackburn Rovers ifiakadémiájára. A felnőttek között 2008-ban, egy Grimsby Town elleni Ligakupa-meccsen mutatkozott be. 2009. január 29-én kölcsönvette a másodosztályú Plymouth Argyle. A zöld-fehéreknél 17 bajnoki mérkőzésen kapott lehetőséget és 2 gólt szerzett. Erőteljes játéka miatt hamar megkedvelték a szurkolók. A 2009/10-es szezonra kölcsönben visszahívta a Plymouth.

## Külső hivatkozások
- Alan Judge pályafutásának statisztikái a Soccerbase oldalon (angolul)

- Alan Judge adatlapja a Blackburn Rovers honlapján
- Alan Judge adatlapja a Plymouth Argyle honlapján

## Fordítás
- Ez a szócikk részben vagy egészben  az   Alan Judge (Irish footballer) című angol Wikipédia-szócikk fordításán alapul.  Az eredeti cikk szerkesztőit annak laptörténete sorolja fel. Ez a jelzés csupán a megfogalmazás eredetét és a szerzői jogokat jelzi, nem szolgál a cikkben szereplő információk forrásmegjelöléseként.